# Sangokushi
Sangokushi (яп. 三国志) — японська серія манґи, написана та проілюстрована Міцутеру Йокоямою, заснована на переказі китайської літературної класики XIV століття «Трицарство». Отримала аніме-адаптацію під назвою Yokoyama Mitsuteru Sangokushi (яп. 横山光輝 三国志).
Станом на травень 2020 року серія манґи була продана тиражем понад 80 мільйонів копій, що зробило її однією з найбільш продаваних серій манґи всіх часів.

## Сюжет
Дія відбувається в Китаї, у 184 році до нашої ери. Держава Хань потонула в корупції і перебуває на межі розпаду, що призводить до спалахів численних повстань. Простий селянин на ім'я Хебей дізнається, що є нащадком колишнього імператора, і вирішує сам зайняти трон, щоб правити царством справедливо. Йому дають обітницю два брати: Ґуань Юй і Чжан Фей.

## Персонажі

### Шу Хань
- Лю Бей (яп. 劉備玄徳, Ryūbi Gentoku)
- Ґуань Юй (яп. 関羽雲長, Kanu Unchō)
- Чжан Фей (яп. 張飛翼徳, Chōhi Yokutoku)
- Чжао Юнь (яп. 趙雲子龍, Chōun Shiryū)
- Чжуге Лян (яп. 諸葛亮孔明, Shokatsuryō Kōmei)

### Цао Вей
- Цао Цао (яп. 曹操孟徳, Sōsō Mōtoku)
- Сяхоу Чунь (яп. 夏侯淳, Kakōjun)

Хоча його ім'я має бути Сяхоу Дунь (夏侯惇), і в аніме, і в манзі його називають Сяхоу Чунь (夏侯淳).
- Дянь Вей (яп. 典韋, Ten'i)
- Чжан Ляо (яп. 張遼, Chōryō)
- Сюнь Юй (яп. 荀彧, Jun'iku)

### Сунь У
- Сунь Цюань (яп. 孫権仲謀, Sonken Chūbō)
- Сунь Цзянь (яп. 孫堅, Sonken)
- Сунь Це (яп. 孫策, Sonsaku)
- Чжоу Юй (яп. 周瑜, Shūyu)

## Медіа

### Манґа
Манґа була вперше опублікована в журналі Kibō no Tomo, який змінив назву на Comic World у 1978 році, а потім на Comic Tom у 1980 році.
За цю роботу Міцутеру Йокояма отримав нагороду Асоціації карикатуристів Японії за видатність у 1991 році.

### Аніме
Аніме значною мірою було вірним манзі, хоча воно зосереджувалося переважно на таборах Лю Бея та Цао Цао, часто мінімізуючи сцени інших таборів. Аніме зупинилося після Битви при Червоних Скелях, яка є приблизно серединою серії манґи.

## Сприйняття
До травня 2020 року серія манґи розійшлася тиражем понад 80 мільйонів копій.